# TrustRank
Il TrustRank è un algoritmo di analisi dei link di un sito web, che serve per distinguere le pagine web "utili" ai fini della navigazione da quelle con contenuti spam. Il nome è stato acquistato da Google il 16 marzo 2005.

## Differenza col PageRank
Il PageRank di Google è un diffuso algoritmo, sul quale si è fondata per anni (e si basa tuttora) l'indicizzazione di Google, che assegna un punteggio ad ogni pagina Web, basandosi sul numero di link che riportano ad essa. Il fondamento è che, se molte pagine linkano tutte ad uno stesso indirizzo, esso deve essere ovviamente importante; quest'attività può essere considerata una versione più raffinata e complessa della Link Popularity.
Il modus operandi del web-spam, che permette al PageRank di crescere, agisce essenzialmente attraverso due vie:

- link e parole chiave nascoste, che vengono comunque indicizzate dai motori di ricerca;
- creazione di numerose pagine che linkano ad un'unica pagina designata in precedenza, in modo da rendere suddetta pagina rilevante per la classificazione da parte del motore.

## Come funziona il TrustRank
Il Trust Rank ha lo scopo di aiutare nella classificazione di una pagina o sito web attraverso un processo che prevede diverse fasi:

- l'algoritmo seleziona un gruppo di pagine delle quali non è chiaro lo “spam status”, chiamate seed;
- un esperto umano esamina le pagine e comunica all'algoritmo quali possono essere definite spam (bad pages) e quali no (good pages);
- l'algoritmo infine identifica le altre pagine sulle basi della precedente classificazione umana.